# Clara Barton

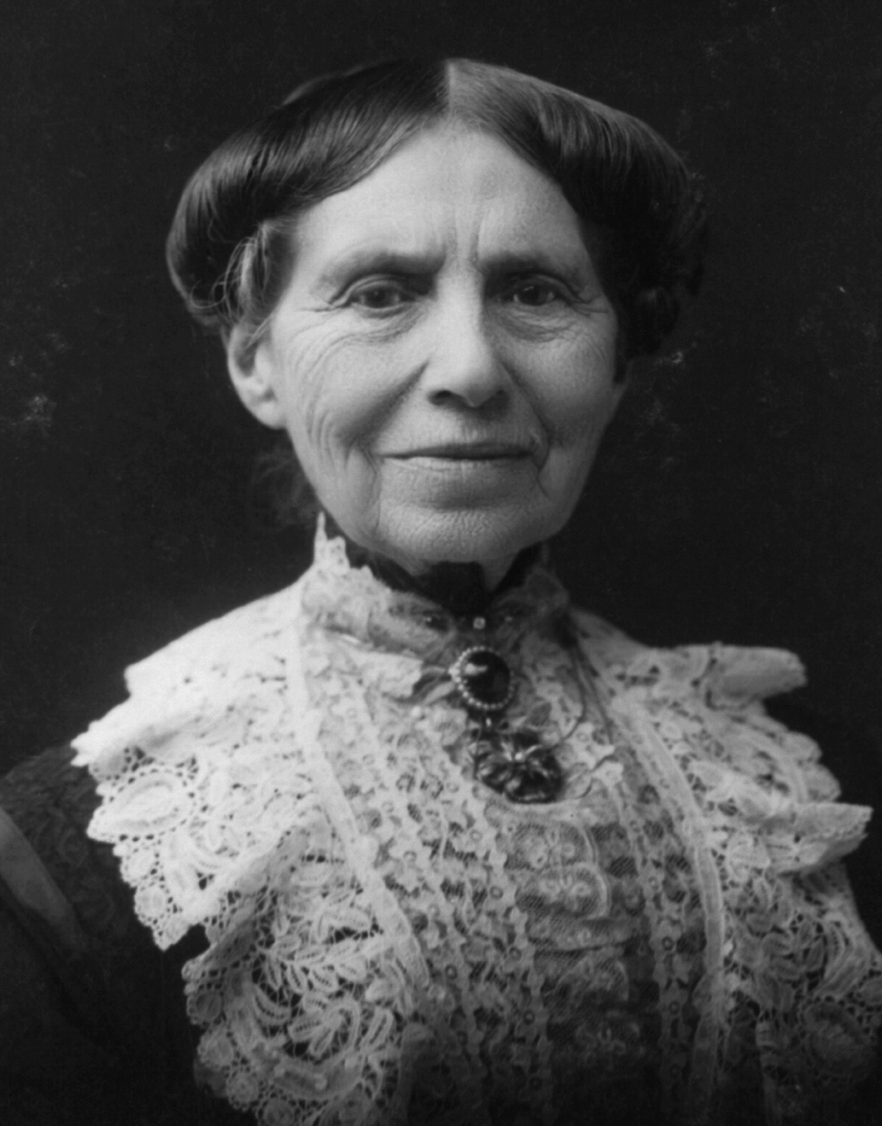
Clara Barton um 1904

Clarissa Harlowe Barton (* 25. Dezember 1821 in North Oxford, Massachusetts; † 12. April 1912 in Glen Echo, Maryland), genannt Clara Barton, war eine US-amerikanische Krankenschwester, Lehrerin und Philanthropin. Sie gründete das Amerikanische Rote Kreuz und hatte darüber hinaus auch großen Einfluss auf das Selbstverständnis der Internationalen Rotkreuz- und Rothalbmond-Bewegung.
Die Erweiterung der Aktivitäten der nationalen Rotkreuz- und Rothalbmond-Gesellschaften über die ursprüngliche Mission als Hilfsorganisationen für den Einsatz bei bewaffneten Konflikten hinaus auch auf Hilfsmaßnahmen bei Naturkatastrophen und ähnlichen Notsituationen geht wesentlich auf die Erfahrungen und den Einsatz von Clara Barton zurück. Darüber hinaus gab sie den Anstoß zur Einrichtung des weltweit ersten Suchdienstes für Vermisste, eine Aufgabe, die heute einen zentralen Platz in der Tätigkeit des Internationalen Komitees vom Roten Kreuz (IKRK) einnimmt.

## Jugend und Ausbildung
Clara Barton wurde am 25. Dezember 1821 in Oxford im Worcester County von Massachusetts als Tochter von Stephen und Sarah Barton geboren. Ihren Schulunterricht erhielt sie vorwiegend zu Hause und von ihren beiden Brüdern und zwei Schwestern. Ihre Geschwister waren mehr als zehn Jahre älter. Bereits mit drei Jahren konnte Clara erste Wörter buchstabieren.
Mit elf Jahren begann sie ihren krank gewordenen Bruder zwei Jahre lang zu pflegen. Sie lernte dadurch, wie man Medikamente verabreichte, und wie man sich um einen Kranken kümmerte: Erfahrungen zur Krankenpflege, die ihr weiteres Leben prägten.

## Tätigkeit als Lehrerin
Schon sehr jung, nach unterschiedlichen Quellen im Alter zwischen 15 und 18 Jahren, begann sie zu unterrichten. Die ersten zehn Jahre arbeitete sie in einer kleinen Stadt in Massachusetts, in der einer ihrer Brüder eine Fabrik besaß. Schon bald, nachdem sie eine neue Stelle in Bordentown in New Jersey angetreten hatte, erkannte sie das Bedürfnis nach freien Schulen und gründete, einigen Schwierigkeiten zum Trotz, eine der ersten freien Schulen New Jerseys. Obwohl sie die Schule in kürzester Zeit zum Erfolg führte, hatte sie als Frau im 19. Jahrhundert nicht die nötigen Rechte, um offiziell als Schulleiterin zu fungieren. Der Posten wurde einem Mann übertragen, und Clara Barton trat zurück.
1854 erlitt sie, vermutlich aufgrund von arbeitsbedingter Überanstrengung, einen Nervenzusammenbruch. Im selben Jahr zog sie nach Washington, D.C., wo sie als erste weibliche Regierungsangestellte der Vereinigten Staaten Sekretärin im Patentamt wurde.

## Amerikanischer Bürgerkrieg

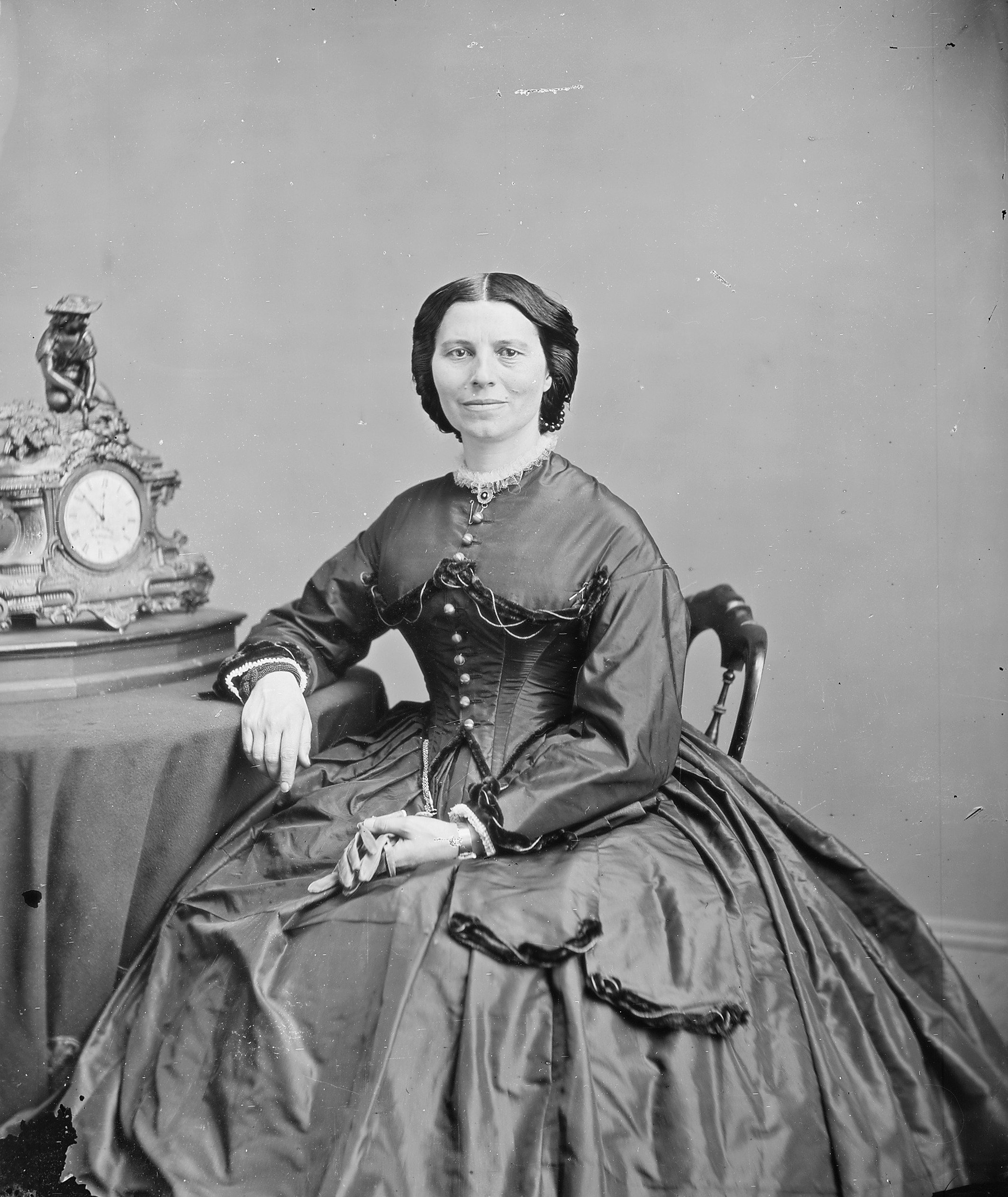
Clara Barton um 1865

Als der Amerikanische Bürgerkrieg begann, kündigte Barton ihren Posten in Washington. Sie meldete sich wie viele andere Frauen freiwillig zur Pflege verwundeter Soldaten. Schnell erkannte sie, dass die Armee in medizinischen Belangen schlecht vorbereitet war. Nach der ersten Schlacht am Bull Run im Juli 1861 gelang es ihr, eine Gesellschaft für die Beschaffung und Verteilung von medizinischen Hilfsgütern an verwundete Soldaten aufzubauen. Barton musste über ein Jahr gegen bürokratische Hemmnisse kämpfen, um eigene Hilfsgüter auf die Schlachtfelder bringen zu dürfen. Ihre Erfahrungen aus Washington waren ihr dabei sicherlich eine Hilfe. Im Juli 1862 erhielt sie endlich die gewünschte Erlaubnis, mit der es ihr möglich war, auf einigen der schrecklichsten Schlachtfelder des Bürgerkrieges Hilfe zu leisten, wie bei der Belagerung von Petersburg und Richmond. Die Herkunft der verwundeten Soldaten spielte für sie keine Rolle, sie half sowohl verwundeten Nord- wie Südstaatenkämpfern. Ohne Wissen von den Erlebnissen Henry Dunants bei der Schlacht von Solferino in Italien im Jahr 1859 war ihr Handeln somit von den gleichen Grundsätzen geleitet, die 1863 auf Initiative von Henry Dunant zur Gründung des Internationales Komitee der Hilfsgesellschaften für die Verwundetenpflege führte, das sich 1876 umbenannte in „Internationales Komitee vom Roten Kreuz“ (IKRK). 1864 wurde sie offiziell von General Benjamin Franklin Butler zur Leiterin seiner Frontspitäler ernannt. Für ihren insgesamt dreijährigen Einsatz an der Front erhielt sie die anerkennenden Beinamen „Engel des Schlachtfeldes“ und „amerikanische Florence Nightingale“.
Als der Bürgerkrieg im Frühjahr 1865 endete, war Barton über 40 Jahre alt. Sie sprach bei Abraham Lincoln vor und bat ihn, ein Büro einzurichten, an das sich Verwandte und Bekannte von vermissten Armeeangehörigen wenden konnten. Von 1866 bis 1869 sammelte Barton Spendengelder für diese Einrichtung. Bartons Office of Correspondence war weltweit der erste Vermisstensuchdienst dieser Art. Mit Hilfe der Organisation konnten über 30.000 Schicksale geklärt werden. Auch rief Barton eine Kriegsgräberfürsorge ins Leben.

## Reise nach Europa
Im August 1869 machte sich Erschöpfung bei Clara Barton bemerkbar. Gemeinsam mit ihrer Schwester reiste sie für einen Erholungsurlaub nach Europa. Bei ihrem Aufenthalt in der Schweiz begegnete sie unter anderem auch Louis Appia, einem Gründungsmitglied der Vorläuferinstitution des späteren Internationalen Komitees vom Roten Kreuz (IKRK). Sie erfuhr über ihn von Henry Dunant und der Idee einer internationalen humanitären Organisation, die sich in Kriegen um Verwundete kümmern wollte. Fünf Jahre zuvor war die Genfer Konvention verabschiedet worden.
Noch während Bartons Aufenthalt in Europa begann 1870 der Deutsch-Französische Krieg. In Straßburg kümmerte sie sich um die Zivilbevölkerung; in Paris richtete sie Werkstätten für Frauen ein, damit sich diese ihren Lebensunterhalt verdienen konnten. Für ihren Einsatz wurde sie vom deutschen Kaiser Wilhelm I. mit dem Verdienstkreuz für Frauen und Jungfrauen geehrt.

## Amerikanisches Rotes Kreuz

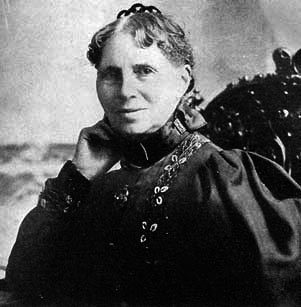
Clara Barton um 1897

1873 kehrte sie in die USA zurück, wo sie sich in einem Sanatorium von den Strapazen erholte. Zugleich bemühte sie sich um den Beitritt der USA zur Genfer Konvention und den Aufbau einer Rot-Kreuz-Organisation in den Vereinigten Staaten. Als sie 1873 mit dem Aufbau des Amerikanischen Roten Kreuzes begann, glaubte in den USA niemand, dass das Land je wieder mit dem Bürgerkrieg vergleichbare Erfahrungen machen würde. Es gelang ihr jedoch, die Regierung unter Präsident James A. Garfield davon zu überzeugen, dass das Rote Kreuz auch bei anderen Arten von Krisen und Katastrophen von großem Nutzen sein könnte. Sie erweiterte die ursprüngliche Idee des Roten Kreuzes entsprechend und hatte damit großen Einfluss auf das Selbstverständnis der Internationalen Rotkreuz- und Rothalbmond-Bewegung.
Im Jahr 1878 verfasste und veröffentlichte sie unter dem Titel „The Red Cross of the Geneva Convention. What It Is“ eine an alle Bürger der Vereinigten Staaten, insbesondere aber an die Senatoren und Abgeordneten im Kongress gerichtete Schrift, in der sie die Ursprünge und Ziele der Rotkreuz-Idee und die Inhalte der Genfer Konvention beschrieb. Sie warb damit um Unterstützung für die Gründung einer Sektion des Roten Kreuzes in den USA und den Beitritt ihres Heimatlandes zur Genfer Konvention. Drei Jahre später, am 21. Mai 1881, wurde das Amerikanische Rote Kreuz offiziell gegründet. Dank einer großzügigen Spende John D. Rockefellers konnte in Washington D.C. das Hauptquartier in der Nähe des Weißen Hauses gebaut werden. Clara Barton wurde aufgrund ihrer Erfahrungen und ihres Einsatzes folgerichtig die erste Präsidentin der Organisation. Ein Jahr später hatten auch ihre Bemühungen um eine Unterzeichnung der Genfer Konvention durch die Vereinigten Staaten Erfolg. 1884 vertrat Barton die USA bei der Internationalen Rotkreuz-Konferenz und bei der Internationalen Friedenskonferenz in Genf. Mit einem von ihr initiierten Zusatz wurde festgelegt, dass das Rote Kreuz neben Kriegsopfern zusätzlich Katastrophenopfern in Friedenszeiten Hilfe leisten sollte.
Clara Barton mochte sich jedoch nicht mit Verwaltungsaufgaben aufhalten. Sie war eine Frau der Tat und begab sich an Katastrophen- und Kriegsschauplätze, um vor Ort Opfern zu helfen. So war sie bei Überflutungen, Tornados, Gelbfieber- und Typhus-Epidemien in den USA aktiv, bei einer Hungersnot in Russland, beim Armenisch-Türkischen Krieg, beim Krieg in Kuba, dem Russisch-Japanischen Krieg und an anderen Orten im Einsatz. Als eine der Ersten verband Barton humanitäre Hilfe mit Aufbauprogrammen. So erwartete sie von den von ihr versorgten Katastrophenopfern, dass diese mit dem gespendeten Geld nicht nur Nahrungsmittel, sondern so viel Saatgut und Werkzeuge wie möglich kauften, damit sie möglichst schnell wieder selbstständig leben konnten. Auch diese „Hilfe zur Selbsthilfe“ ist heute integraler Bestandteil der Hilfsprogramme der Internationalen Rotkreuz- und Rothalbmond-Bewegung.

## Späte Jahre
Nach 20 Jahren als Präsidentin des Amerikanischen Roten Kreuzes legte Clara Barton ihr Amt aufgrund interner Machtkämpfe frustriert nieder. Bereits 86-jährig, aber immer noch hochmotiviert, baute sie eine landesweite Erste-Hilfe-Gesellschaft auf. Die letzten Jahre lebte Barton in Glen Echo, Maryland. Ihre Gesundheit ließ mehr und mehr nach. Darüber hinaus litt sie auch an Depressionen. Sie starb 1912 im Alter von 90 Jahren. Ihre Grabstätte im Familiengrab befindet sich nur etwas mehr als einen Kilometer von ihrem Geburtshaus entfernt.

## Gedenkstätte
In der etwa drei Kilometer außerhalb von Washington D.C. gelegenen Ortschaft Glen Echo, Maryland, in der Barton ihre letzten 15 Jahre verbrachte, wurde im Jahr 1974 die Clara Barton National Historic Site als Gedenkstätte des National Park Services vom Typ einer National Historic Site eingerichtet. Hier wird an ihr Leben und Werk erinnert, und es kann ihr 15 Zimmer großes Haus besichtigt werden, in dem neben privaten Wohnräumen auch die erste Geschäftsstelle und Lagerräume des Amerikanischen Roten Kreuzes untergebracht waren.

## Ehrungen
Clara Barton wurde bereits zu Lebzeiten mit zahlreichen Orden ausgezeichnet. Nach Clara Barton wurde ein Venuskrater benannt sowie der Clara Barton Parkway, eine Parkstraße, die an Glen Echo vorbeiführt.